# تشارلز إم. ستراوس
تشارلز إم. ستراوس هو شخصية أعمال وسياسي أمريكي، ولد في 15 أبريل 1840 في نيويورك في الولايات المتحدة، وتوفي في 13 مارس 1892 في توسان في الولايات المتحدة. نشط حزبياً في الحزب الديمقراطي.